# SS Montevideo Maru
Le SS Montevideo Maru est un navire auxiliaire japonais lancé en 1926. Avant la guerre, il sert au transport de passagers, ainsi que comme cargo. Il voyage principalement entre l'Asie et l'Amérique du Sud.
Hell ship (bateau de prisonniers) de la marine impériale japonaise durant la Seconde Guerre mondiale, il est coulé par le sous-marin américain USS Sturgeon le 1er juillet 1942 au large des Philippines. Le naufrage cause la noyade de plus de 1 000 prisonniers de guerre et de civils australiens, partis de Rabaul en Nouvelle-Guinée pour Hainan, en Chine. Il est considéré comme la pire catastrophe maritime de l'histoire de l'Australie. L'épave a été localisée en avril 2023.

## Historique
Le Montevideo Maru était l'un des trois navires (avec le Santos Maru et le La Plata Maru) de la compagnie maritime Osaka Shosen Kaisha (OSK) employés au service transpacifique vers l'Amérique du Sud. Le navire a été construit au chantier naval Mitsubishi Zosen Kakoki Kaisha à Nagasaki et lancé en 1926.

## Naufrage
Le 22 juin 1942, quelques semaines après l'invasion de Rabaul par les Japonais, de nombreux prisonniers australiens sont embarqués au port de Rabaul sur le Montevideo Maru. Dépourvu de toute marque indiquant son statut de navire transportant des prisonniers de guerre, il se dirige sans escorte vers l'île chinoise de Hainan. Il est aperçu par le sous-marin américain USS Sturgeon près de la côte nord des Philippines le 30 juin.

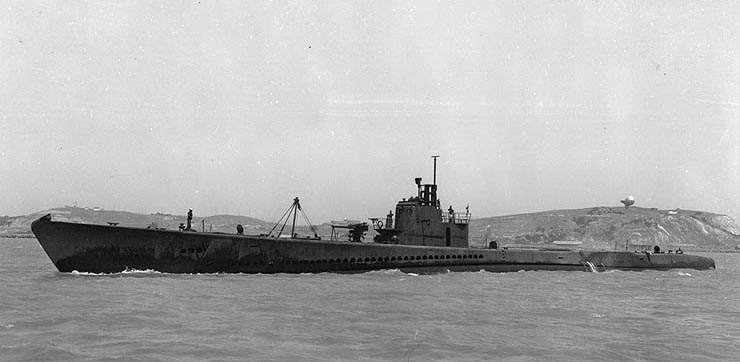
USS Sturgeon, en 1943.

Le Sturgeon le poursuit sans tirer, car la cible se déplace à 17 nœuds (31 km/h). Il ralentit à environ 12 nœuds (22 km/h) à minuit, selon le membre d'équipage Yoshiaki Yamaji, pour un rendez-vous avec l'escorte de deux destroyers. Ignorant donc qu'il transportait des prisonniers de guerre et des civils alliés, le Sturgeon lance quatre torpilles contre le Montevideo Maru avant l'aube du 1er juillet, coulant le navire en onze minutes. Selon Yamaji, les Australiens dans l'eau chantent Auld Lang Syne à leurs camarades piégés dans le navire qui sombre.
Le naufrage du Montevideo Maru est la pire catastrophe maritime de l'histoire australienne. Une liste nominative publiée par le gouvernement japonais en 2012 révèle que 1 054 prisonniers (178 sous-officiers, 667 soldats et 209 civils) sont morts dans le Montevideo Maru, dont 979 Australiens. Quatorze nationalités sont représentées parmi les disparus ; il n'y a aucun survivant parmi les prisonniers. Environ vingt membres d'équipage japonais ont survécu, sur 88 gardes et membres d'équipage d'origine.

## Mémorial australien
Un mémorial a été érigé à l'hôpital de rapatriement d'Heidelberg à Melbourne en Australie.

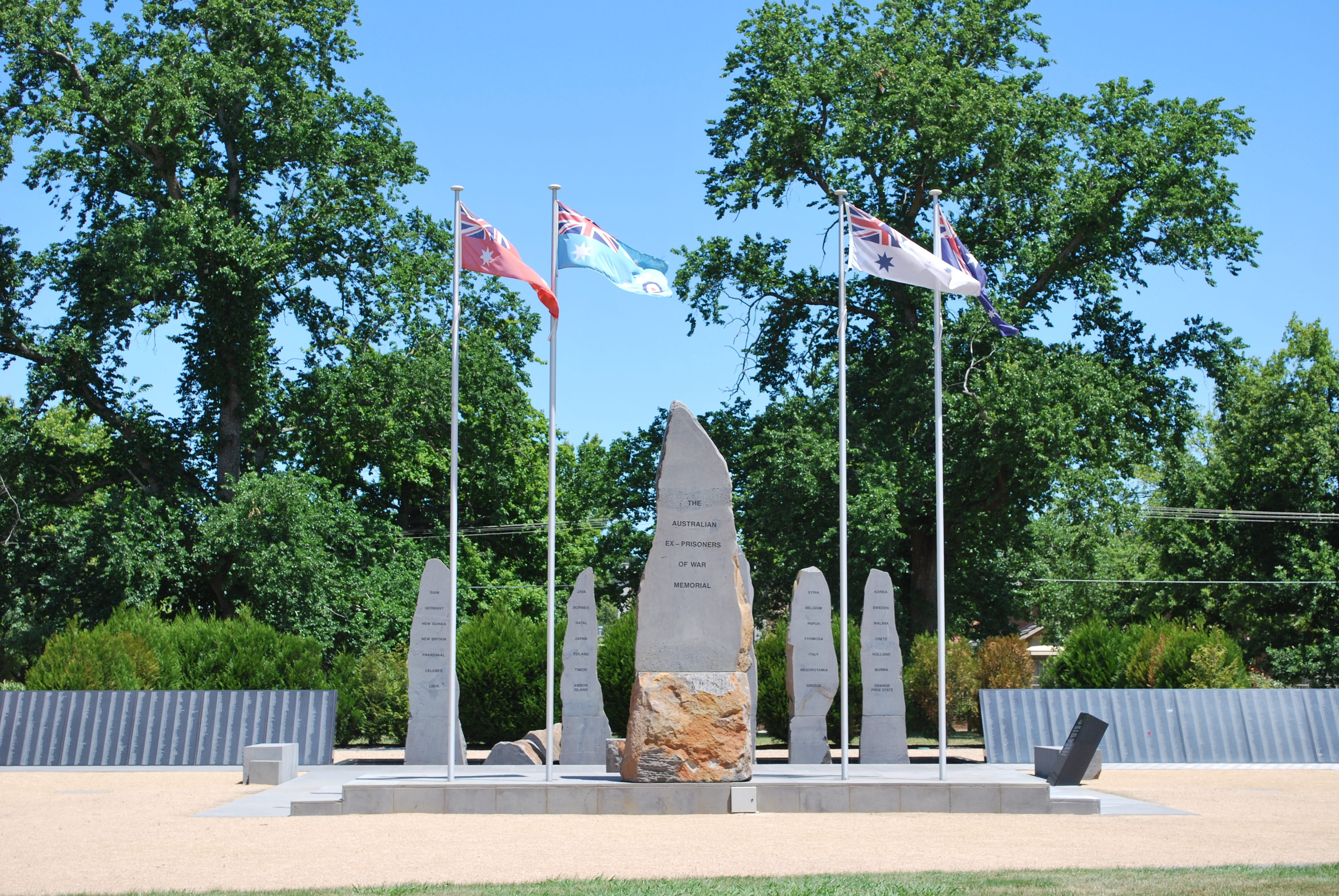
Mémorial Australian ex-prisoner of war memorial à Ballarat.

Un mémorial au Montevideo Maru est également présent près du Australian Ex-Prisoners of War Memorial (en) à Ballarat dans l'État de Victoria. Un service commémoratif a eu lieu lors de son inauguration, le 7 février 2004.
Fin janvier 2010, le député fédéral Stuart Robert (en) appelle le Premier ministre australien de l'époque, Kevin Rudd, à encourager la recherche de l'épave du Montevideo Maru, comme il avait soutenu celle du navire-hôpital AHS Centaur.

## Localisation de l'épave
L'épave du navire est localisée le 18 avril 2023 par 4 000 mètres de fond en mer de Chine méridionale, à 110 km au nord-ouest de l'île de Luçon aux Philippines, par la Silentworld Foundation, une société d'archéologie sous-marine. 
« La découverte du Montevideo Maru clôt un chapitre terrible de l’histoire militaire et maritime de l’Australie », a déclaré John Mullen, directeur de Silentworld, précisant également qu'aucun objet ni reste humain ne serait retiré par respect pour les victimes ainsi que pour les familles.

### Liens connexes
- Liste des hell ships japonais
- Liste des navires-hôpitaux coulés pendant la Seconde Guerre mondiale
- Liste des navires coulés par sous-marins par nombre de morts